# 古典蒙古语
古典蒙古语是蒙古的书面语，最早出现在17世纪早期，林丹汗命令他的神职人员翻译整部藏文大藏经，包括甘珠尔和丹珠尔。这种文字很快成了公认的书面语并用于书写所有蒙古语文学作品，直到1930年代设立蒙古语拉丁字母，随后在1941年被蒙古语西里尔字母取代。
此外，古典蒙古语是一种已灭绝的蒙古语族语言，曾在蒙古、中国和俄罗斯的部分地区使用。它是一种标准化过的书面语，使用时间从18世纪持续到20世纪。强影响力文本包括翻译的甘珠尔和丹珠尔和一些1700到1900年间的编年史。
古典蒙古语有时可以指蒙古文记录的任何既不是前古典蒙古语（如蒙古文书写的中古蒙古语）也不是现代蒙古语的材料。